# Kogut w kulturze
Kogut (także pod nazwami: kur, kurek, kokot) – jako samiec kury domowej – w symbolice i ikonografii jest wieloznacznie interpretowany. Symbolizujący nadejście światła, zwiastujący początek dnia, od czasów antycznych oznaczał czujność i przezwyciężenie ciemności. Wówczas pojawiły się inne znaczenia – walczące koguty symbolizowały kłótnię i gniew.

## Kogut w religii

### Judaizm

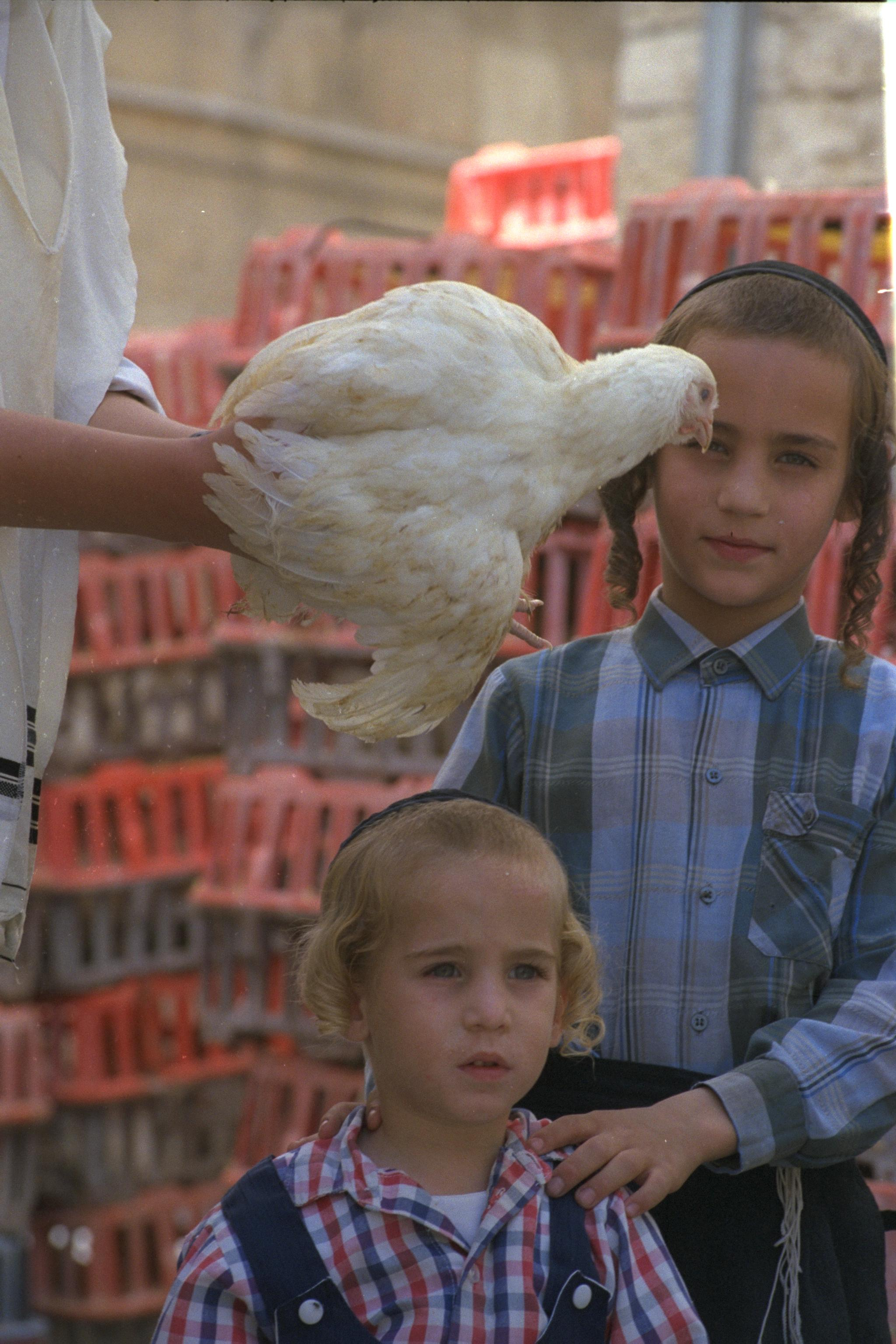
rytuał Kaparot nad chłopcem

W judaizmie przed parą młodą niesiono koguta, który był tu symbolem płodności (i symbolem weselnym). W dniu wesela parze przynoszono koguta, co miało zapowiadać liczne potomstwo. Również kobiety udające się do położnych przynosiły jej tego ptaka w prezencie.
W czasie święta Jom Kipur odbywa się rytuał Kaparot przy pomocy białego koguta (wobec mężczyzn) i białej kury (wobec kobiet). Polega on na ofiarowaniu koguta lub kury jako „zastępcy”, który zostanie uśmiercony za winy ofiarującego, podczas gdy ofiarujący „dostąpi długiego życia w pokoju”. Mężczyzna brał białego koguta i kręcił nim nad głową trzykrotnie. Ptak był potem zabijany, a mięso przekazywane biednym. Czasem mięso zatrzymywano na posiłek po Jom Kipur, a biednym przekazywano wtedy równowartość pieniężną zwierzęcia.
Zohar (iii. 22b, 23a, 49b), księga żydowskiej mistyki i zbiór tekstów na temat Tory napisanych przez rabiniczego mędrca z I wieku, Rabbiego Szymona Bar Jochai (Rashbi), opowiada o niebiańskim objawieniu, które powoduje pianie kogutów. Znane jest to również w Talmudzie jako "błogosławiony Bóg, który obdarzył koguta inteligencją" (Ber. 60b) oraz w Księdze Hioba 38, 36. Nie tylko "w literaturze rabinicznej pianie koguta jest przyjmowane jako ogólny znak czasu", ale niektórzy Mędrcy interpretowali "pianie koguta" jako głos urzędnika świątynnego, który wzywał wszystkich kapłanów, lewitów i Izraelitów do pełnienia ich obowiązków, używając tego zwrotu, ponieważ hebrajskie słowo "gever" oznaczało również "koguta" oprócz znaczenia "człowieka, mocnego męża".
Talmud podaje również stwierdzenie: "Gdyby Tory nie było, nauczylibyśmy się skromności od kotów, uczciwej pracy od mrówek, czystości od gołębi i waleczności od kogutów", co można dalej zrozumieć jako waleczność kogutów w kontekście religijnego naczynia wpływającego na "przepasanie bioder" (w Dosłownym Tłumaczeniu Younga) lub "chwalebnego kroku" i "poruszania się z dostojnością", jak to opisuje Księga Przysłów 30, 29-31. Saʻadiah ben Yosef Gaon (Saadja ben Josef) identyfikuje cechę charakterystyczną "koguta przepasującego biodra" w Przysłów 30, 31 jako "uczciwość ich zachowania i ich sukces" wskazując na duchowy cel religijnego naczynia w ramach tej religijnej i duchowej roli, w tradycjach judaistyczno-chrześcijańskich. Hebrajski termin zarzir, który dosłownie oznacza "przepasany"; "to, co jest przepasane w biodrach" (BDB 267 s.v.), jest rozpoznawany w targumach oraz w językach chaldejskim, syryjskim, arabskim, Septuagincie i Wulgacie, przy czym wszystkie odnoszą się do walczącego koguta jako religijnego naczynia.

### Kogut w Nowym Testamencie

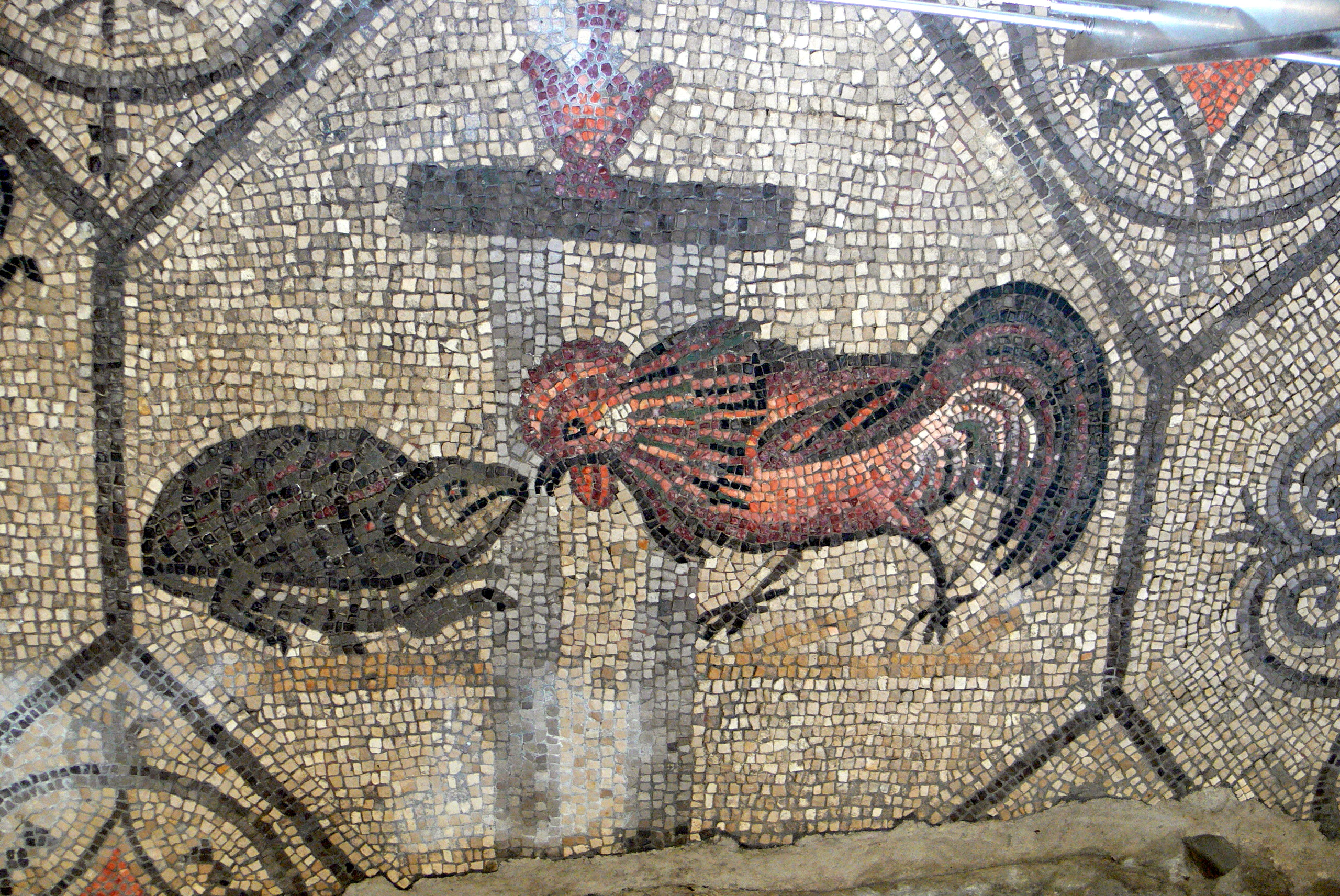
Mozaika z Bazyliki Matki Bożej Wniebowziętej w Akwilei. Kogut uosabiający światłość walczy z żółwiem symbolizującym ciemność; IV wiek n.e.

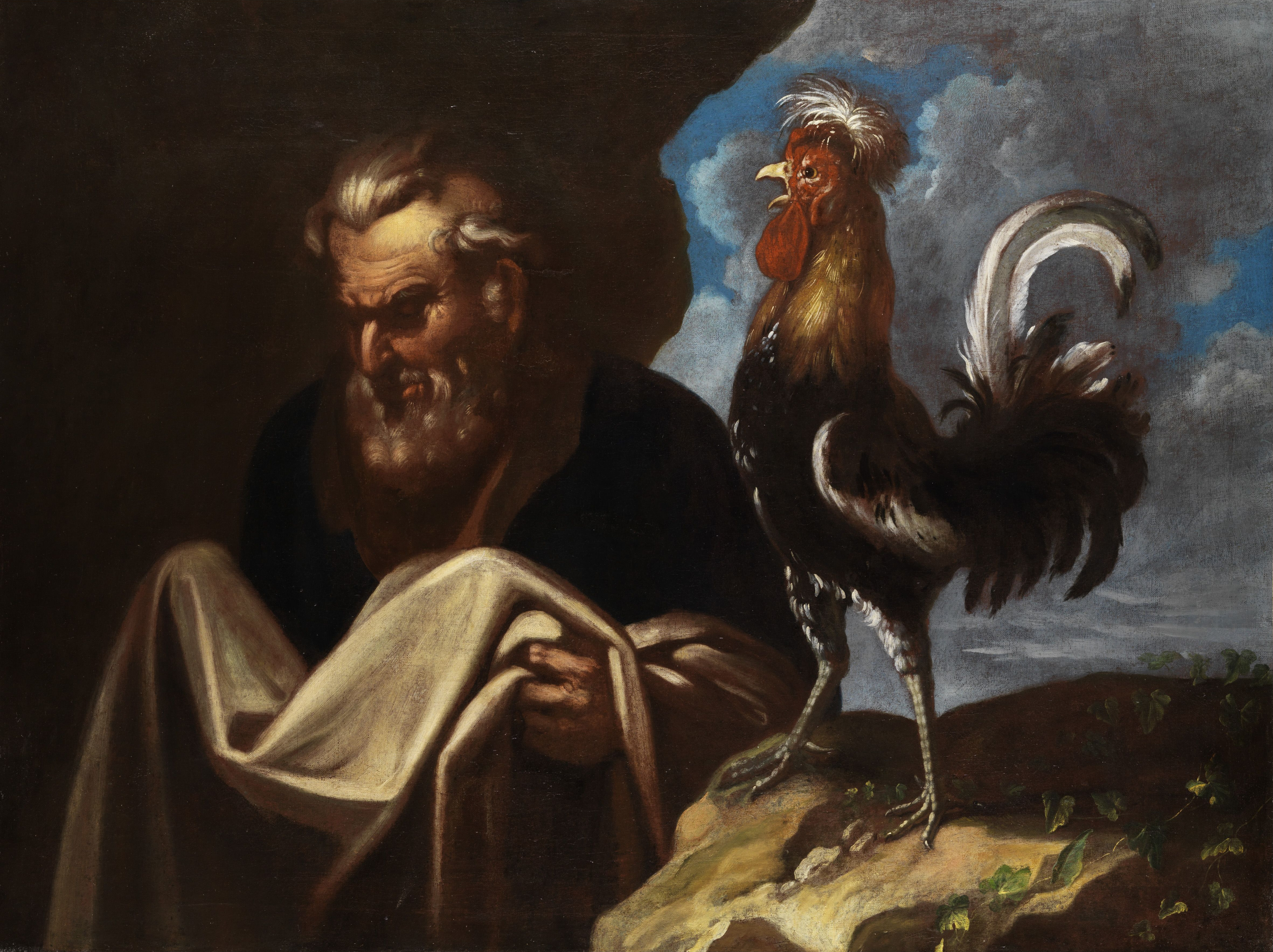
Peter Brandl – Zaparcie się Piotra

W Piśmie Świętym kogut występuje w zdarzeniu zaparcia się świętego Piotra, które wcześniej zapowiedział Chrystus.
Ewangelia Mateusza opisuje to wydarzenie w następujący sposób: 
Po chwili ci, którzy tam stali, podeszli i rzekli do Piotra: «Na pewno i ty jesteś jednym z nich, bo i twoja mowa cię zdradza». Wtedy począł się zaklinać i przysięgać: «Nie znam tego Człowieka». I w tej chwili kogut zapiał. Wspomniał Piotr na słowo Jezusa, który mu powiedział: «Zanim kogut zapieje, trzy razy się Mnie wyprzesz». Wyszedł na zewnątrz i gorzko zapłakał(Mt 26,73-75)
Wcześniej, kiedy Jezus przepowiedział zaparcie się jego ucznia, wspomniał o kogucie:
Jezus mu rzekł: «Zaprawdę, powiadam ci: Jeszcze tej nocy, zanim kogut zapieje, trzy razy się Mnie wyprzesz» (Mt 26, 34)
Według Ewangelii Marka: 
Lecz on począł się zaklinać i przysięgać: «Nie znam tego człowieka, o którym mówicie». I w tej chwili kogut powtórnie zapiał. Wspomniał Piotr na słowa, które mu powiedział Jezus: «Pierwej, nim kogut dwa razy zapieje, trzy razy Mnie się wyprzesz». I wybuchnął płaczem. (Mk 14, 71-72)
W Ewangelii Łukasza Jezus powiedział Piotrowi:
«Powiadam ci, Piotrze, nie zapieje dziś kogut, a ty trzy razy wyprzesz się tego, że Mnie znasz». (Łk 22, 34)
Piotr zaś rzekł: «Człowieku, nie wiem, co mówisz». I w tej chwili, gdy on jeszcze mówił, kogut zapiał. A Pan obrócił się i spojrzał na Piotra. Wspomniał Piotr na słowo Pana, jak mu powiedział: «Dziś, zanim kogut zapieje, trzy razy się Mnie wyprzesz». Wyszedł na zewnątrz i gorzko zapłakał. (Łk 22, 60-62)
Ponadto w Ewangelii Jana można przeczytać: 
Jeden ze sług arcykapłana, krewny tego, któremu Piotr odciął ucho, rzekł: «Czyż nie ciebie widziałem razem z Nim w ogrodzie?» Piotr znowu zaprzeczył i natychmiast kogut zapiał (J 18, 27)
Kogut nie tylko odnosi się do biblijnego zaparcia się apostoła, lecz także przypomina wiernym o modlitwie i nawróceniu się. Będący uosobieniem początku dnia kogut także symbolizuje Zmartwychwstanie Pańskie oraz Jego ponowne przyjście w dniu Sądu Ostatecznego.

### Islam
Zrozumienie boskiego duchowego obdarowania koguta w islamie może być potwierdzone słowami Mahometa, proroka tej religii abrahamowej, zawartymi w jednej z sześciu kanonicznych kolekcji hadisów sunnickiego islamu. Stwierdził, że "gdy usłyszysz pianie kogutów, proś Boga o błogosławieństwo, ponieważ zobaczyły anioła".

### Shintō

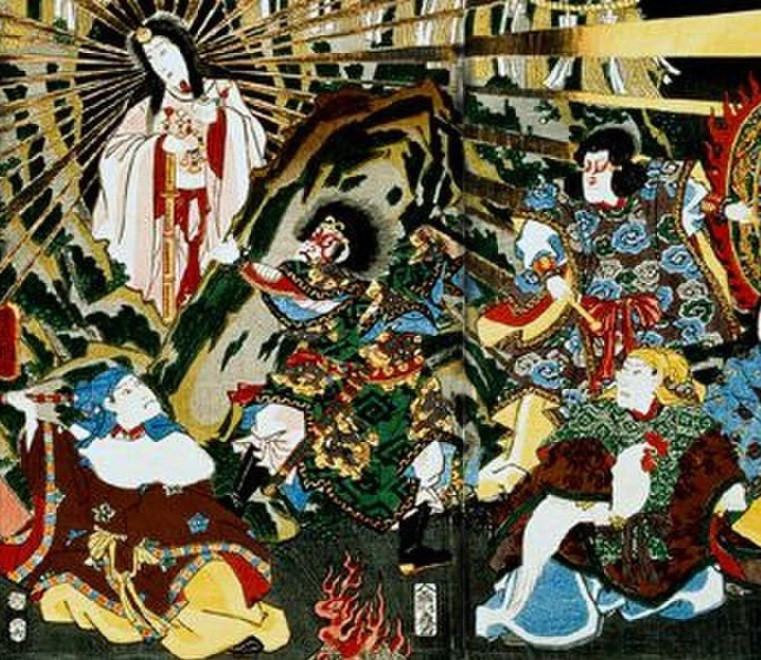
Kogut widoczny na przedstawieniu bogini Amaterasu

Wiele przedstawień kogutów można znaleźć wokół świątyń shintoistycznych, gdyż kogut jest kojarzony z boginią słońca Amaterasu. Po tym, gdy Amaterasu ukryła się w jaskini, na całym świecie zapanowała ciemność i uaktywniły się złe moce. Zaniepokojone bóstwa udały się w pobliże jaskini, w której ukryła się bogini słońca, do miejsca zwanego Amenokawara, i zaczęły debatować nad sposobem nakłonienia bogini do powrotu. Aby wywabić ją z jaskini, inni bogowie próbowali wielu sposobów. Zorganizowali także głośną imprezę taneczną, ale ponieważ nie przyniosło to skutku, usadowiono na żerdzi przed jaskinią koguta. Zmuszono go następnie do piania, aby Amaterasu myślała, że nadchodzi świt bez jej udziału. Pomysł zdał egzamin: bogini wyszła na zewnątrz, jaskinię zamknięto za nią, a świat odzyskał światło. Zwróciły się one o pomoc do syna Takamimusubiego – boga Omoikane, który doradził, aby sprowadzić z Krainy Wiecznotrwałości koguty, które swym pianiem co rano wzywały słońce

Kogut siedzący na świątynnej bramie Torii.

Również pochodzenie Torii wywodzi się od koguciej grzędy. Na temat pochodzenia bramy, jak i słowa torii (dosł. „są ptaki”, ale prawdopodobnie są to ateji, znaki do zapisu fonetycznego) istnieje wiele teorii, ale żadna nie uzyskała formalnej akceptacji. Najczęściej za wyjaśnienie również służy przytoczony wyżej mit o Ama-no-iwato („Brama Niebiańskiej Jaskini Skalnej”).
Wiele świątyń Shinto w całym kraju organizuje 11 i 23 listopada „święto koguta” (Tori-no-Ichi), aby życzyć powodzenia i pomyślności w biznesie. Festiwal odbywa się w rejonie Asakusa od okresu Edo w świątyni Ōtori i świątyni Chōkokuji. Święto odbywa się od północy do północy z kumade (grabiami ozdobionymi złotem i srebrem) sprzedawanymi przez żywych sprzedawców w świątyni i kompleksie świątynnym.

## Kogut w symbolice różnych kultur

### Kultury starożytne
Obraz koguta w symbolice formował się dzięki naturalnym zachowaniom tych ptaków oraz na podstawie przypisywanych im cech. W symbolice starożytnej pojawił się już w Babilonii. Indoariowie uznawali koguty za ptaki nieczyste i kojarzyli z Jamą. W różnych mitologiach kogut budził bogów i sprowadzał słońce, jak na przykład Gullinkambi z mitologii nordyckiej.
W greckiej Tanagrze urządzano walki kogutów. Mitycznego króla Krety Idomeneusa przedstawiano z godłem koguta na tarczy, a godłem (epizemą) Protesilaosa miał być koń z głową koguta.
Był on również atrybutem syna Ahuramazdy – Sraoszy. Stanowił też symbol wojowniczości.
Związek z kogutem jako symbolem płodności ma angielskie słowo cock, które może oznaczać zarówno członka (potocznie), jak i koguta; prawdopodobnie również rosyjskie kocz lub koć, koćet (кочет).

### Starożytna Grecja i Rzym

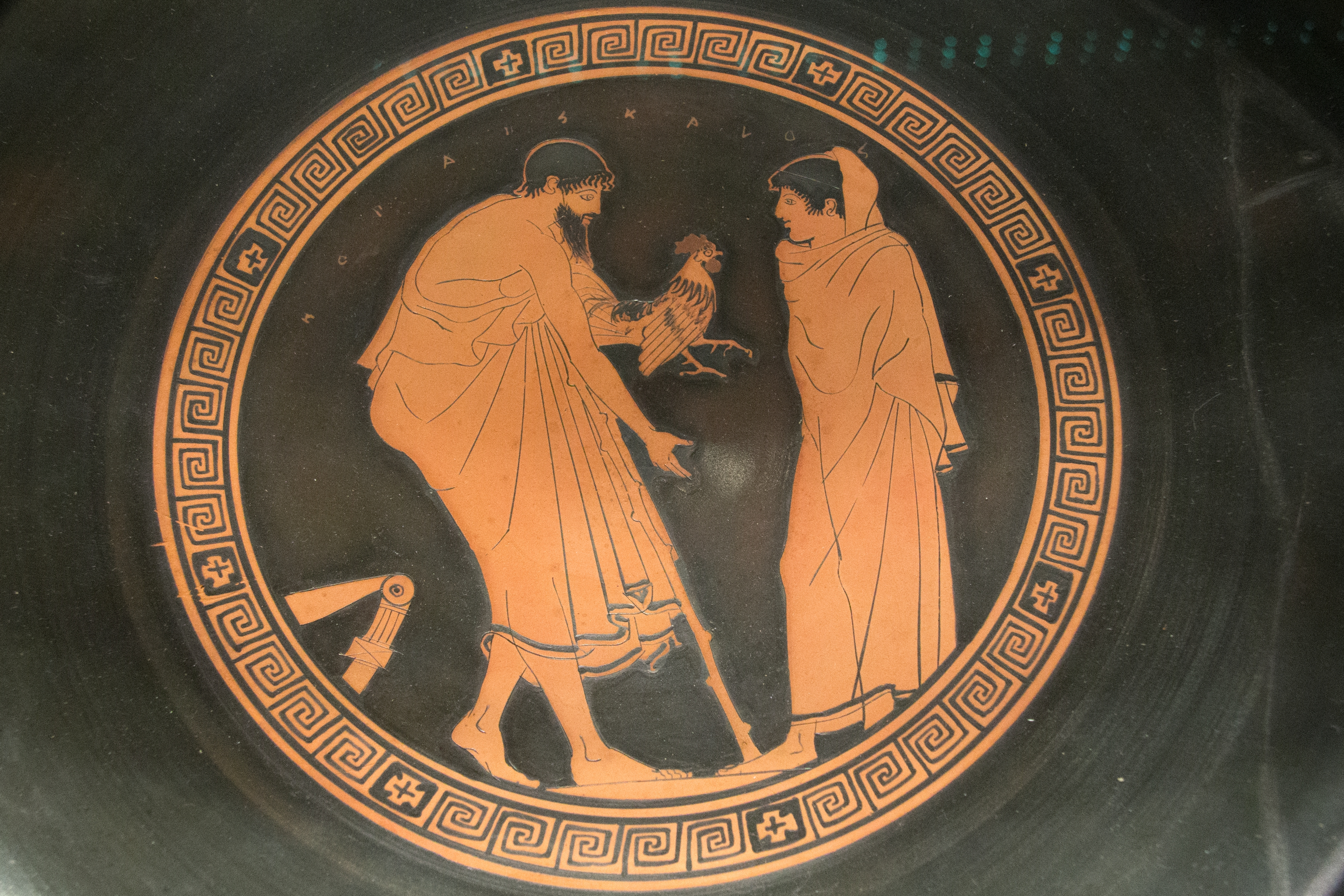
Chłopiec otrzymujący od mężczyzny symboliczny podarek w postaci koguta (grecka waza z V w. p.n.e.)

W greckim micie o Alektryonie tytułowy bohater został zamieniony w koguta. Był on stróżem Aresa i Afrodyty podczas ich zbliżeń, ponieważ obawiali się, że po nadejściu dnia Helios doniesie o nich Hefajstosowi. Gdy Alektryon zaspał, za karę został przez Aresa zamieniony w koguta. Kogut jest tu symbolem czujności i punktualności. W starożytnej Grecji stanowił również symbol męskiej witalności. Jest także atrybutem Merkurego, opiekuna handlu. Poświęcony był bóstwom słonecznym, Mitrze i Apollinowi. Koguta w późniejszym czasie połączono również z ogniem i błyskawicą; w Aweście ptak ten jest atrybutem boga ognia, Ormuzda.
W starożytnej Grecji ofiarę z białego koguta składano podczas ceremonii uśmierzania wiatrów i szkwałów, zaś czarnego – przy odpędzaniu burzy. Pióra, grzebień, kości i wnętrzności ofiarowano bóstwom urodzaju i płodności. Jąder koguta w starożytnym Rzymie używano jako środka mającego wzmagać doznania seksualne.
Swoim pianiem kogut miał również odstraszać demony czy złe moce. W starożytnej Grecji miał on przeganiać Hekate, boginię ciemności.
Kogut służył również do odprawiania wróżb, szczególnie dla wojska, o czym wspominał już Pliniusz Starszy. Jeżeli np. wyszedł rano z kurnika i nie jadł, miało to zwiastować klęskę w konflikcie zbrojnym.

### Chiny
Kogut służył również jako zwierzę ofiarne. W Chinach przy niektórych obrzędach inicjacyjnych składano ofiary z białych kogutów, na znak zakończenia życia i rozpoczęcia nowego. W Chinach biały kogut miał strzec przed złymi duchami i symbolizował czystość nowego życia. Karmazynowy strzegł przed ogniem i pożarem. Według Słowian bałkańskich szpony koguta miały chronić przez nieczystymi mocami; noszono je przy sobie lub wieszano nad kołyską niemowlęcia. Do nowego domu wpuszczano najpierw koguta, aby przegonił złe duchy. Ptaka utożsamiano z opiekunem domu, a niekiedy duchem przodka – być może z tego powodu umieszczano drewniane lub żelazne koguciki na szczytach domów.

### Europa
W chrześcijańskiej Europie kojarzono koguta z czarną magią – kropieniem, kąpaniem się i mazaniem krwią tegoż ptaka. Postać czarnego koguta miały przybierać potępione dusze, strachy i demony. Wielki, czarny kogut miał służyć za wierzchowca diabłom, czarownicom i czarodziejom. Miał przeganiać swój kulturowy odpowiednik - diabła. Wierzono również, że odstraszał upiory, czarownice i diabły. Obszar, w którym można było dosłyszeć pianie koguta, uważano za bezpieczny. Z jaja starego koguta miał wykluwać się bazyliszek.
Istnieje motyw podróży na kogucie, jak podróżowali doktor Faust i Twardowski (Zapiał przed samym domem. Trzeba z tym się zgodzić: Lepiej jeździć kogutem niż piechotą chodzić).
Kogut jako stworzenie wróżebne znany był także Litwinom.
W średniowieczu był uważany za symbol nadziei i wiary.

Czerwony kogut na żółtym tle znajduje się na fladze Walonii

Kogut jest symbolem narodowym kilku krajów europejskich. W renesansie zaczęto kojarzyć koguta z formującym się narodem francuskim. Podczas rewolucji francuskiej stał się symbolem narodowym Francji (zobacz kogut galijski). Pojawił się m.in. na jednej z monet écu, wizerunek umieszczano również na czapkach frygijskich. Napoleon Bonaparte uznał jednak orła za emblemat cesarstwa. Następnie kogut został ponownie uznany za symbol narodu francuskiego w trakcie rewolucji lipcowej (1830). W okresie III Republiki Francuskiej usadowiono na bramie Pałacu Elizejskiego koguta. W trakcie I wojny światowej kogut stał się symbolem walki z Prusami, reprezentowanymi przez orła. Dzięki m.in. rysunkom satyrycznym używającym symbolu koguta stał się on znany również za granicą. Obecnie kogut galijski jest nieoficjalnym, jednak rozpoznawalnym symbolem Francji. Kogut zawarty jest również w logo Le Coq Sportif, francuskiej firmy produkującej odzież sportową. Pierwsze logo zaprojektowano w 1948 (historia firmy sięga jednak dalej) i najpierw znajdował się w nim jedynie wizerunek głowy koguta. Z czasem w logo pojawił się cały kogut, w obrysie trójkąta lub bez. Najnowsza (stan w 2016) wersja logo pochodzi z 2012 i zawiera jedynie wizerunek koguta.
Kogut z Barcelos, dzięki średniowiecznej legendzie, stanowi nieoficjalny symbol Portugalii. Legenda opowiada o pielgrzymie, którego oskarżono i skazano na powieszenie. Usiłował przekonać sędziego, który akurat wydawał ucztę, by darował mu życie. Uważał, że jego niewinność jest tak pewna, jak to, że kogut podany jako posiłek zapieje. Po powieszeniu pielgrzyma kogut istotnie ożył i zapiał.
Kogut trzymający topór jest godłem herbu Kenii. Czerwony kogut jest symbolem Walonii.

### Polska

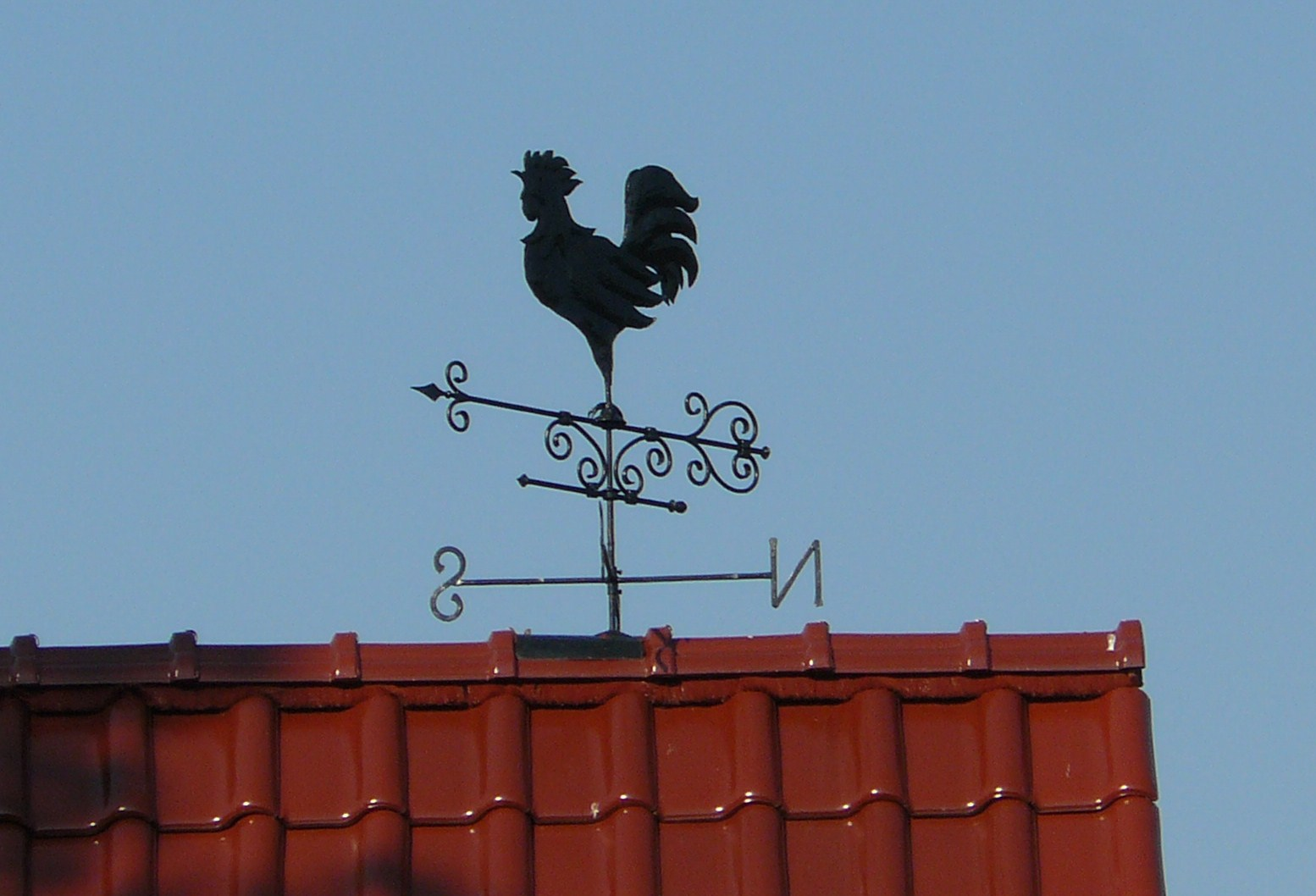
Kurek–wiatrowskaz, Morzyczyn

W polskiej kulturze był to symbol płodności. W pochodzie dożynkowym na przedzie szły kobiety z wiankami i przytwierdzonymi doń kogutami. Kogut piejący miał zwiastować urodzaj, zaś kogut próbujący uciec i odmawiający ziarna miał zapowiadać nieurodzaj i szkody w gospodarstwie. W Polsce istniał również zwyczaj chodzenia z kogutkiem („kurem dyngusowym”); obchodzono zwłaszcza domy młodych dziewcząt. Kawalerowie, zamiast nieść kurka, mogli również przebrać się za koguta. Na weselnych korowajach umieszczano kogutki z ciasta lub znamiona wyobrażające te ptaki. Na przyjęciach weselnych podawano rosół z koguta lub pieczeń z niego, która miała wzmagać potencję. Koguta wkładano również pod łoże małżeńskie. W kulturze słowiańskiej chowano niekiedy koguta pod fundamentami, aby strzec domu przez złymi mocami. Podobnie można wyjaśnić umieszczanie kogutów na dzwonnicach. Kogut miał również sprzyjać wzrostowi zbóż.
Według górali, pianiem zwiastował szczęśliwą podróż. Pianie koguta w progu zapowiadało nadejście gości, ale pianie trzykrotne już śmierć lub pożar. Na przykład w Małopolsce wierzono, że długotrwałe pianie kury (zwłaszcza czarnej) albo koguta uprzedza o śmierci. Kogut czerwony symbolizował pożar, a wyrażenie „puścić koguta (kura)” oznaczało podpalenie. Wierzono również, że sen o kogucie zwiastuje narodzenie się chłopca. Długotrwałe pianie miało oznaczać deszcz. Według przysłowia „kogut pieje na grzędzie, jak było, tak będzie”, miał on zapowiadać utrzymanie się pogody; powiedzenie było popularne m.in. w okolicach Tarnobrzega i Andrychowa. Na Śląsku wierzono, że kogut piejący podczas spacerowania zapowiada słoneczną pogodę. W okolicach m.in. Łańcuta, Bochni i Wieliczki sądzono, że tarzanie się w piasku kur i kogutów zapowiada zmianę ciśnienia i nadejście deszczu lub mrozu. Ignacy Krasicki w bajce Kogut przypisywał również i nieprzychylną pogodę temu ptakowi:

Kogut winien - więc na niego!
On sprawcą wszystkiego złego!
On źle poradził, On grad sprowadził

Na odgłos piania koguta miały uciekać wszelkie złe duchy, strachy i upiory. Znalazło to odbicie w powiedzeniach „Pokusy władzy nie mają, gdy już koguty śpiewają” oraz „Kiedy kur pieje, diabeł truchleje”. W Dziadach (cz. II) Mickiewicz wspomniał:

Czas odemknąć drzwi kaplicy
Zapalcie lampy i świecy
Przeszła północ, kogut pieje
Skończona straszna ofiara

Poeta wspomina koguta jako symbolizujące koniec obrzędów również i w części III Dziadów: 

Wkrótce, wkrótce koniec Dziadów
Słyszysz – trzeci kur już pieje;
Tam śpiewają ojców dzieje,
I rozchodzą się gromady

Pianie koguta symbolizuje również upływające godziny w Dziadach części IV, podczas rozmowy Gustawa z Księdzem. W tradycji ludowej kogut piał trzy razy od północy do wschodu słońca, w ten sposób odmierzano czas (od wieczora do koguta, od koguta do światła).
O znaczeniu koguta szerzej wypowiedział się barokowy poeta Daniel Naborowski:

Kur z nami wespół oko podnosi do nieba,
Słońce w ciemnym obłoku upatrzy jak trzeba.
Jego promień wschodzący wita swym śpiewaniem.
Dzieli czas południowy, dzieli świt ze zmierzkaniem.
Straż nocną odprawuje, o północy czuje.
Jutrzenkę poprzedzając bUzki dzień zwiastuje.
Jego głosu rzemieślnik i oracz słuchają,
Na głos jego podróżni w drogę wyjeżdżają.
Wielkie pożytki z kura, przyznać to kurowi,
Stąd kur był na baczeniu Pitagoresowi.

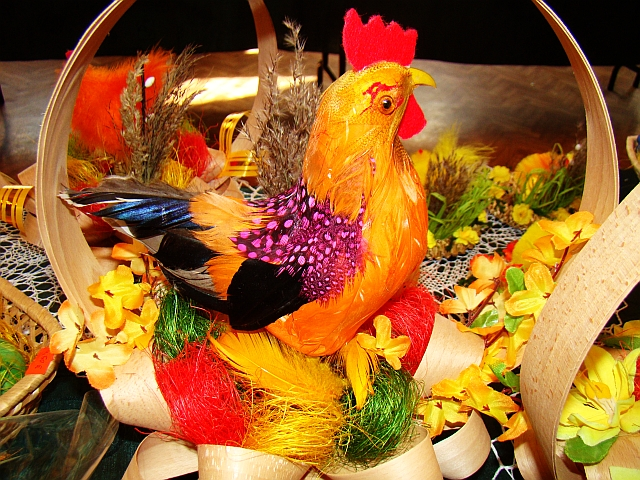
Koszyczek wielkanocny z kogutem

Kogut był popularnym symbolem zwierzęcym w polskim zdobnictwie ludowym. Znajdował się np. na haftach, oszywkach, misach, kapliczkach, krzyżach, dachach, wycinankach – opoczyńskich, rawskich, kurpiowskich i łowickich. Na wiatrowskazach również umieszczano koguta. Stąd powiedzenie o osobie ze zmiennymi poglądami – „obraca się jak kurek na wietrze”. Taki kurek, oprócz wskazywania wiatru, miał również przypominać o porannej modlitwie – Czemu kurka stawiają na kościelnej bani? Żeby ludzi do modlitw budził jak najraniej (Wacław Potocki, XVII w.). Motyw składania koguta w ofierze zachował się w ludowych zwyczajach – kaszubskim ścinaniu kani oraz dożynkowym, wielkopolskim biciu kokota.
Zarówno w Polsce, jak i innych krajach do XVIII wieku popularne były walki kogutów. Na Śląsku miały miejsce jeszcze w XIX wieku. Przeważnie odbywały się 16 października, w dniu św. Gawła. Być może stąd wzięły się powiedzenia „butny (bitny) jak kogut” i „skaczą jak dwa koguty”.

## Kogut w sztuce

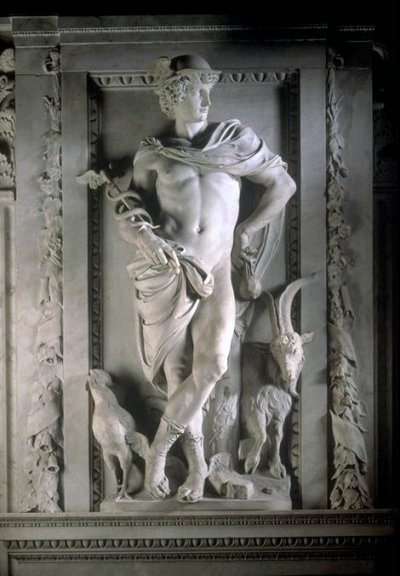
Kogut jako atrybut Merkurego, XVII-wieczna rzeźba Artusa Quellinusa

W sztuce antycznej kogut symbolizował walkę i waleczność. W tym kontekście często towarzyszy wizerunkom Pallas Ateny.
W buddyzmie przedstawienie koguta (wraz z wężem i świnią) umieszczane jest w centrum koła życia.
W sztuce chrześcijańskiej kogut był łączony z symboliką Pasji Chrystusa stanowiąc jeden z elementów Arma Christi – narzędzi Męki Pańskiej. Wizerunek koguta towarzyszy również scenom Narodzin Jezusa lub Pokłonu Pasterzy.
Kogut jest atrybutem Apolla, Eskulapa, Merkurego, Marsa, w chrześcijaństwie – św. Piotra Apostoła, św. Wita oraz św. Otylii.
Wizerunek koguta - symbol czujnego ptaka, mającego jako pierwszy oznajmić ponowne nadejście Chrystusa, umieszczany był od IX w. w szczytach wież kościelnych (często w kościołach pod wezwaniem św. Piotra); występuje też jako zwieńczenie (zamiast krzyża) wież kościołów protestanckich. Według Honoriusza z Autun kogut ten miał zachęcać do modlitwy wczesnym rankiem. Umieszczanie kurka na dachu miało również chronić domostwo przed demonami, gradem i piorunami. Kogut na dachu był także symbolem strażnika ostrzegającego przez zagrożeniem.

## Kogut w alchemii
Kogut w alchemii był symbolem rtęci. Miał sobą przedstawiać również trzy fazy tworzenia się dzieła z materii (symbolizowały to czerwony grzebień, białe pióra i czarne nogi).
Przedstawienie koguta, jako zwierzęcia mającego zdolność odstraszania złych mocy, umieszczane było na amuletach.

## W medycynie ludowej
Symboliczne znaczenie koguta miało swój wyraz również w medycynie ludowej. Szczególną rolę odgrywała jego krew. W okolicach Podlasia dziecko cierpiące z powodu konwulsji nacierano krwią czarnego, żywcem rozdartego koguta. Według jednej z relacji, matce dziecka dotkniętego pląsawicą Sydehmana (dawniej – chorobą św. Wita) znachorka poleciła poobcinanie nóg czarnemu kogutowi. Kurzą ślepotę leczono wątrobą z koguta. Pióra, wnętrzności i krew tych ptaków wykorzystywano przy odczynianiu uroków, leczeniu padaczki, napadów szału, chorób skórnych oraz puchliny wodnej (m.in. na Podlasiu, Polesiu i w Małopolsce). Głowę, a szczególnie grzebień, uważano za afrodyzjak. W Anglii zakopywano czarnego koguta, by „przenieść” chorobę umysłową z człowieka na zwierzę. W Szwajcarii, Czechach i Rosji na ząbkowanie podawano dzieciom krew z koguciego grzebienia. W Niemczech na dolegliwości serca zalecano mieszaninę odchodów kogucich i wina. Wśród Słowian południowych na zmiany skórne, zwane kurzajkami lub kurejkami, stosowano okład z oczu koguta. W kulturze ludowej stosowano niekiedy ekskrementy zwierzęce, aby przywrócić sprawność organom – wierzono, że skutecznym lekarstwem może być to, co w człowieku budzi zwykle odrazę. Stosowano (autorka nie wspomina, w jakim regionie) kogucie odchody wymieszane z odchodami cielnych krów – okładano nimi okolice intymne kobiet, aby przywrócić płodność. Oziębłość seksualną kobiet miano dawniej w Niemczech leczyć mieszanką kogucich odchodów i wina. Również w Niemczech wierzono, że na choroby oczu pomaga krew gołębia – za to jego odpowiednik w starożytnej Grecji stanowił właśnie kogut. W świątyni Eskulapa w Rzymie wyryto na marmurowej tablicy inskrypcję: 

Bóg powiedział Veleriusowi Aprusowi, ślepemu żołnierzowi, by ten przyszedł, wziął krew białego koguta i zmieszał ją z miodem, a następnie posmarował tym swe oczy. Po trzech dniach zalecanego zabiegu, wzrok został mu przywrócony. Wrócił on wówczas i podziękował Bogu